# Мерчан, Эмилио
Эмилио Мерчан Алонсо (исп. Emilio Merchán Alonso; 29 февраля 1976, Самора) — испанский гребец-байдарочник, выступает за сборную Испании по гребле на байдарках и каноэ начиная с 1996 года. Чемпион мира, дважды бронзовый призёр чемпионатов Европы, участник двух летних Олимпийских игр, победитель многих регат национального и международного значения на марафонских дистанциях.

## Биография
Эмилио Мерчан родился 29 февраля 1976 года в городе Самора.
Первого серьёзного успеха на взрослом международном уровне добился в сезоне 1996 года, когда вошёл в основной состав испанской национальной сборной и благодаря череде удачных выступлений удостоился права защищать честь страны на летних Олимпийских играх в Атланте. Стартовал здесь в зачёте четырёхместных экипажей на дистанции 1000 метров, сумел дойти до финала и занял в решающем заезде пятое место, немного не дотянув до призовых позиций.
Находясь в числе лидеров гребной команды Испании, в 2000 году благополучно прошёл квалификацию на Олимпийские игры в Сиднее — на сей раз выступил в одиночках на тысяче метрах и расположился в итоговом протоколе соревнований на девятой позиции.
В 2001 году Мерчан побывал на чемпионате Европы в Милане, откуда привёз награду бронзового достоинства, выигранную в программе байдарок-одиночек на дистанции 500 метров — в финале на финише его обошли только венгр Акош Верецкеи и представитель Израиля Михаил Калганов.
На чемпионате мира 2009 года в канадском Дартмуте вместе с напарником Диего Косгая в двойках на тысяче метрах обогнал всех своих соперников и завоевал тем самым золотую медаль. Год спустя добавил в послужной список бронзовую награду, полученную в той же дисциплине с тем же партнёром на домашнем европейском первенстве в Корвере.
Помимо участия в соревнованиях по спринтерской гребле, Эмилио Мерчан также регулярно выступал на марафонских регатах. Так, он является пятикратным чемпионом мира и четырёхкратным чемпионом Европы в различных марафонских дисциплинах.